# Sektenmuzik
Sektenmuzik er et pladeselskab grundlagt i Berlin af raperne Sido og B-Tight.

## Historie
Sektenmuzik blev grundlagt i slutningen af 2006 og i starten af 2007 af Sido og B-Tight også kendt som A.i.d.S.. Rapduoen var basis for rapgruppen Die Sekte, der havde været igangsat siden 1998 af Sido, B-Tight, Rhymin Simon og Vokalmatador. 

## Kunstnere
Følgende kunstnere er signet på Sektenmuzik
- B-Tight
- Tony D
- Alpa Gun
- Bendt
- Fuhrmann
- Greckoe
- Freddy Cool
- Koeppen
- Schmökill
- Viruz
- Diego (Producer)
- DJ Werd (DJ)

Følgende kunstnere er medlemmer af gruppen Die Sekte, men signeret under et andet pladeselskab:
- Sido (signeret under Universal)
- MOK (har udgivet tre gange via Sektenmuzik)